# 딜런 캐시
딜런 캐시(Dylan Cash, 1994년 11월 30일 ~ )는 미국의 배우, 텔레비전 배우이다.
로스앤젤레스에서 태어났다.

## 영화
- 아퍼저트 데이 (2009년) - 채즈 역
- 파이 스토리 (2006년)
- 사브리나 - TV 시리즈 (1996년)